# Marjorie Tallchief

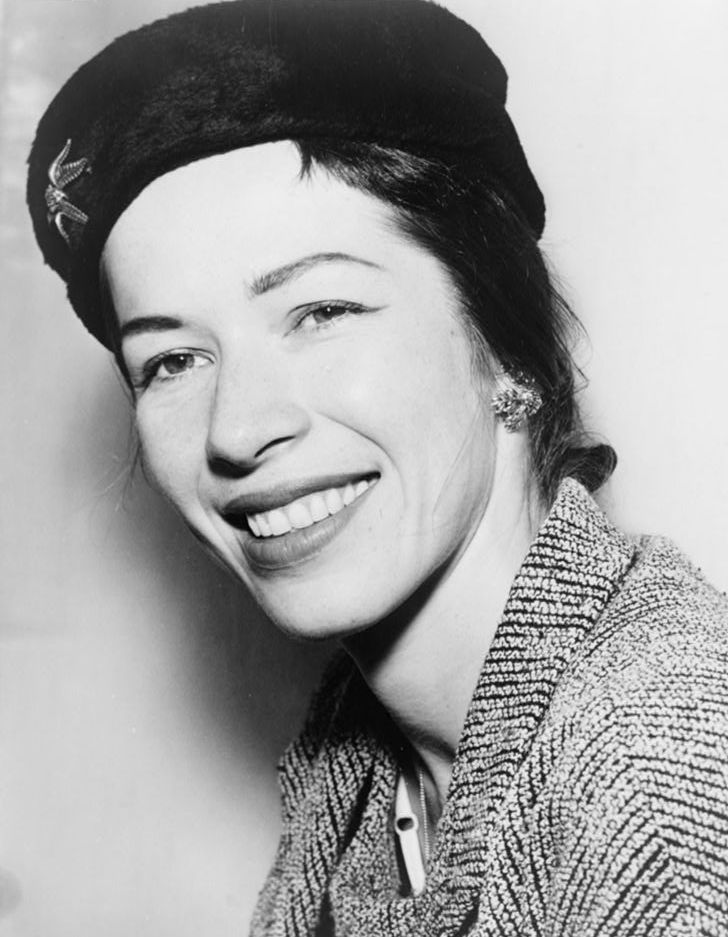
Marjorie Tallchief 1956

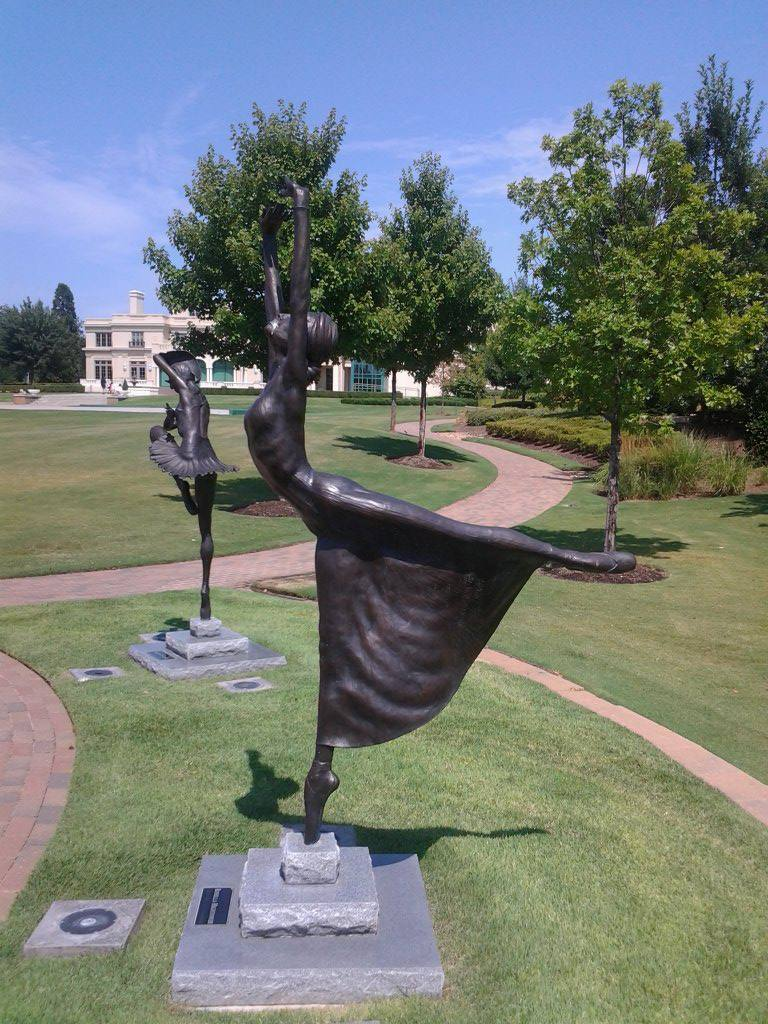
V. l. n. r. Marjorie Tallchief, Rosella Hightower.

Marjorie Tallchief (* 19. Oktober 1926 in Denver, Colorado; † 30. November 2021 in Delray Beach, Florida) war eine US-amerikanische Ballerina der Osage-Indianer. Sie war die jüngere Schwester von Maria Tallchief und die erste Indianerin, die als première danseuse étoile beim Ballet de l’Opéra de Paris auftrat.

## Herkunft
Tallchiefs Eltern waren Alexander Tall Chief und dessen Frau Ruth (geb. Porter), die aufgrund der Öleinnahmen der Osage sehr begütert waren. Marjorie Tallchief wuchs in Fairfax in Oklahoma auf. Die Familie zog 1933 nach Los Angeles um, wo Tallchief gemeinsam mit ihrer Schwester Ballettunterricht bekam. Sie tanzte unter anderem mit Bronislava Nijinska und David Lichine.

## Tanzkarriere
Nach ihrer Ausbildung war Tallchief unter anderem beim American Ballet Russe de Monte Carlo (1946–47), dem Grand Ballet du Marquis de Cuevas (1948–55), Ruth Page’s Chicago Opera Ballet (1958–62) und dem Harkness Ballet (als Primaballerina, 1964–66). Bekannt sind ihre Auftritte in Night Shadow (1950), Annabel Lee (1951), Idylle (1954), Romeo and Juliet (1955) sowie Giselle (1957).

## Ehrungen
1991 wurde Marjorie Tallchief in die Oklahoma Hall of Fame aufgenommen und 1997 zusammen mit ihrer Schwester Maria Tallchief, Moscelyne Larkin, Rosella Hightower und Yvonne Chouteau als Oklahoma Treasures at the Governor’s Arts Awards geehrt. Die Bronzeskulptur The Five Moons stellt sie ebenso zusammen dar.

## Persönliches
Zusammen mit ihrem Ehemann George Skibine hatte Marjorie Tallchief zwei Kinder. Das Paar lebte in Boca Raton, Florida.

## Filmografie
- 1944: Sensationen für Millionen (Sensations of 1945)